# Rocca sforzesca di Dozza
La Rocca sforzesca di Dozza, detta anche Rocca Malvezzi Campeggi, è un castello di età medievale. Edificio dalla storia secolare, dall'epoca della sua edificazione, collocabile intorno alla metà del XIII secolo, ha subito numerosi interventi di ampliamento e adeguamento funzionale.

La rocca mantiene inalterata la struttura medioevale: conservate in ottimo stato, infatti, sono gli interni e le cucine, impreziosite dagli utensili (che si possono datare al 1500), dai camini e dal pozzo. Degni d'attenzione rimangono anche il Rivellino e la Rocchetta di origine trecentesca. Gli ambienti signorili sono tuttora arredati da mobili di ottima fattura; sulle pareti possono essere ancora ammirati numerosi dipinti ed arazzi risalenti al Settecento.

## Storia
Edificato alla metà del XIII secolo come complesso puramente militare, fu trasformato al tempo di Caterina Sforza, Signora di Imola e di Forlì, in un castello fortificato (fine XV secolo).

In epoca rinascimentale fu adibito a residenza nobiliare. La famiglia Campeggi si insediò nel castello-fortezza nel 1565. I lavori che portarono al cambiamento di funzioni furono iniziati da Annibale, Baldassarre e Vincenzo Campeggi e terminati da Antonio Campeggi nel 1594 per volere dalla famiglia bolognese dei Malvezzi. La rocca fu abitata dalle famiglie Campeggi e Malvezzi, che vi hanno risieduto dal XVI secolo fino al 1960.

## Descrizione
La Rocca di Dozza è un edificio a pianta esagonale, con un perimetro di circa 200 metri, ed è caratterizzato da due torrioni angolari circolari innestati sul corpo centrale a pianta poligonale. Vicino al ponte di accesso vi è un grosso torrione circolare, nel quale alcuni studiosi hanno individuato il mastio, posto a presidio della parte più importante dell’edificio. Questo torrione, detto «Torresino», misura 16 metri di diametro e ha uno spessore che varia dai 3 ai 6 metri. Di minori proporzioni è invece l’altro torrione, il cosiddetto «Torrione dei Bolognesi», dal diametro di 11 metri e spesso dai 2 ai 4 metri. I muri perimetrali delle altre due facciate, fortemente scarpati, toccano direttamente il terreno e comprendono due bastioni romboidali.

## Museo della Rocca

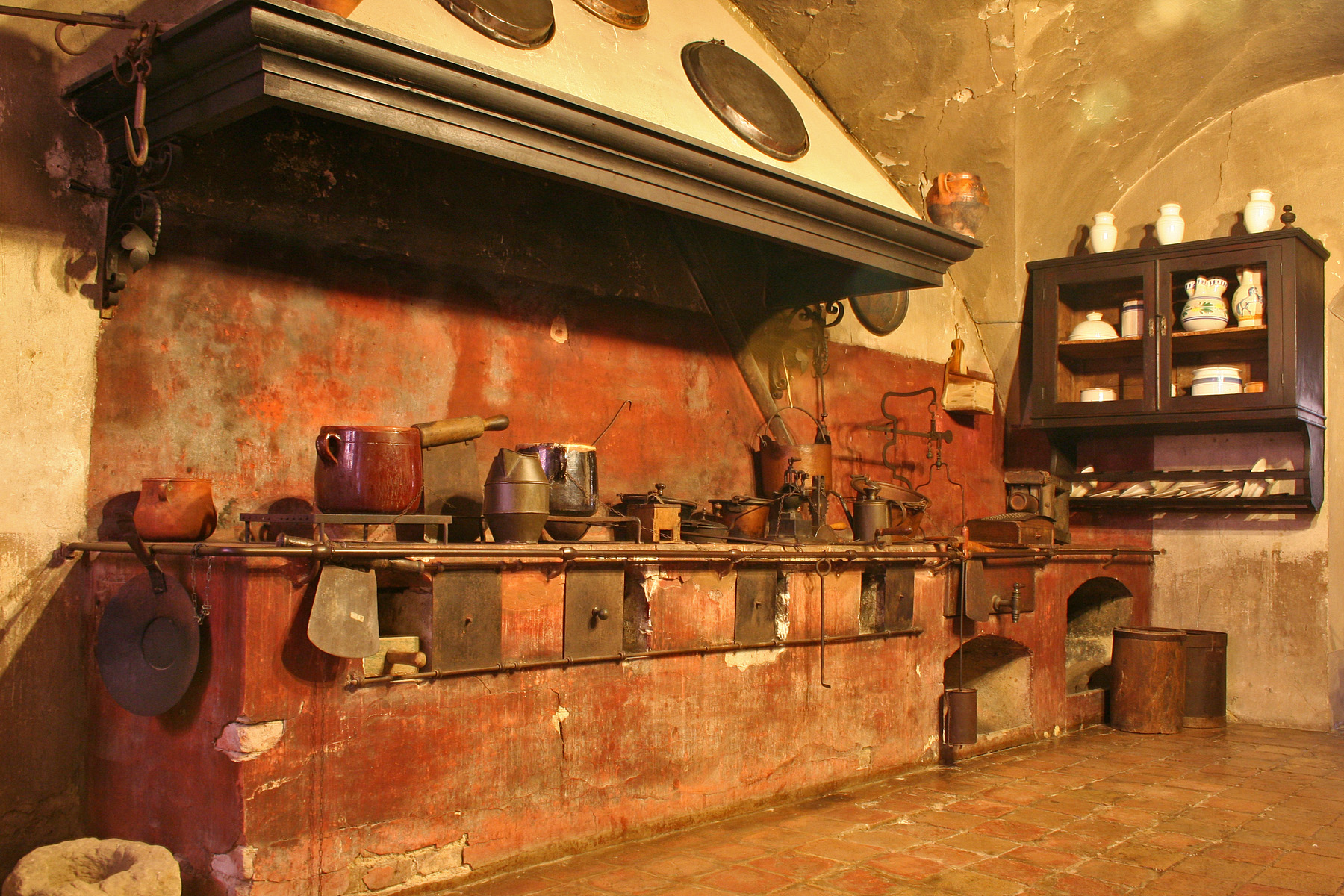
La cucina

Dal 1960 il castello-fortezza è di proprietà del Comune, che l'ha trasformato in museo. Si possono visitare le dieci sale al piano nobile, che hanno conservato l'aspetto originale.
Inoltre sono accessibili: la sala delle armi, le prigioni (con strumenti di tortura) ed il caratteristico pozzo a rasoio.
Al secondo piano della rocca una sala ospita anche una piccola ma interessante pinacoteca, dov'è conservata una raccolta di opere di Norma Mascellani, pittrice bolognese cui è stata conferita la cittadinanza onoraria..
Al terzo piano della Rocca è ospitato il Centro Studi e Documentazione del Muro Dipinto, che conserva oltre 150 tra bozzetti, studi e documenti archivistici e bibliografici dell'omonima Biennale d'arte contemporanea.

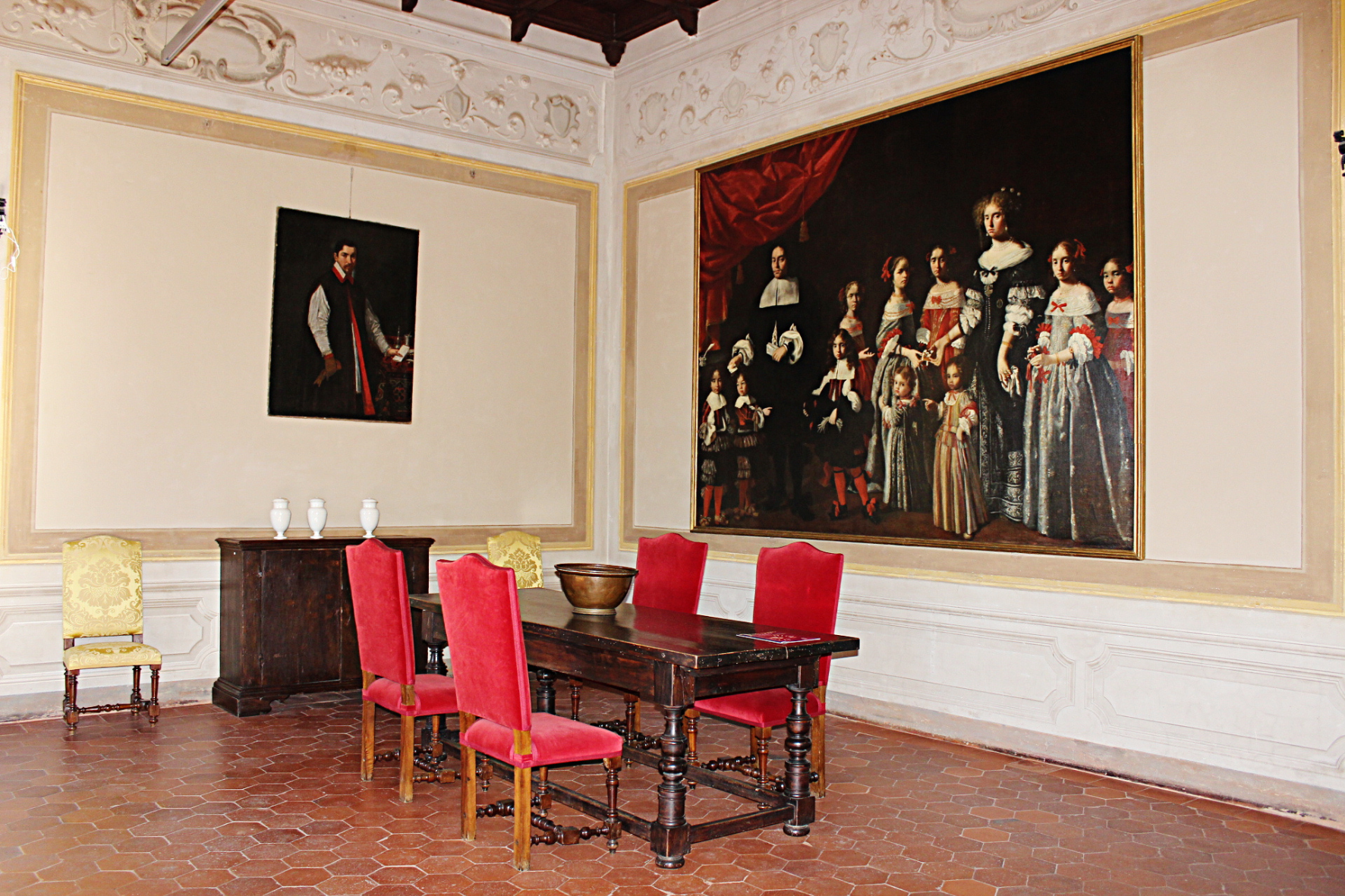
sala Pasinelli

Gli ambienti più visitati del castello sono il pozzo a rasoio, la sala delle torture, gli appartamenti nobili e la cucina, perfettamente conservata con gli utensili originali.
Il museo della Rocca è gestito dalla Fondazione Dozza Città d'Arte e dal 2006 è riconosciuto come «Museo di Qualità» dalla Regione Emilia-Romagna, Istituto per i Beni Artistici Culturali e Naturali.
Fa parte del Sistema Museale Regionale, del Fondo Ambiente Italiano e dell'Associazione Nazionale Case della Memoria. Le peculiarità del palazzo-fortezza sono tali da farlo rientrare fra gli edifici storici ed artistici destinati a musei, esposizioni e mostre assoggettabili ai disposti del Decreto Ministero dei beni culturali e ambientali 20 maggio 1992 n° 569.

## Enoteca regionale
Dieci anni dopo l'acquisizione della rocca, il Comune di Dozza ha ricavato uno spazio interno per allestire un'enoteca con la migliore produzione sia emiliana che romagnola.

Nel 1978 la Regione Emilia-Romagna, con apposita legge, ha definito l'enoteca dozzese lo strumento più idoneo per promuovere il vino regionale sia in Italia che all'estero.

Il 26 maggio 1990 si è avuta l'inaugurazione ufficiale come «Enoteca dell'Emilia-Romagna». Si sviluppa su circa 1000 metri quadrati. Occupa completamente l'interrato e parte del piano terra della Rocca di Dozza. La vetrina espositiva mostra 10.000 bottiglie da cui si evidenziano 450 etichette.